# الحوده الزبيح (الطويلة)

تعديل مصدري - تعديل

الحوده الزبيح هي إحدى قرى عزلة الزبيح بمديرية الطويلة التابعة لمحافظة المحويت، بلغ تعداد سكانها 555 نسمة حسب تعداد اليمن لعام 2004.